# هنری آلینگهام
هنری آلینگهام (انگلیسی: Henry Allingham; ۶ ژوئن ۱۸۹۶ – ۱۸ ژوئیهٔ ۲۰۰۹
(سن ۱۱۳ سال، ۴۲ روز)) فرد نظامی اهل بریتانیا بود.